# Kněževes (Morávia do Sul)
Kněževes é uma comuna checa localizada na região de Morávia do Sul, distrito de Blansko.